# 吉田泉
吉田 泉（よしだ いずみ、1949年（昭和24年）2月26日 ‐ ）は、日本の元政治家。
衆議院議員（5期）、財務大臣政務官（菅直人第1次改造内閣・菅直人第2次改造内閣・野田内閣・野田第1次改造内閣）・復興大臣政務官（野田第1次改造内閣）、復興副大臣・内閣府副大臣（野田第2次改造内閣）、いわき市議会議員（1期）などを歴任した。

## 来歴
福島県いわき市生まれ。福島県立磐城高等学校、東京大学経済学部卒業。大学卒業後、石川島播磨重工業勤務を経て、福島県へ帰郷し、生家のお茶屋を継いだ。1996年、いわき市議会議員選挙に立候補し、トップ当選。2000年、市議を任期途中で辞職し、第42回衆議院議員総選挙に福島5区から民主党公認で立候補したが、自由民主党の吉野正芳に敗れ、落選。
2003年の第43回衆議院議員総選挙では、福島5区で自民党の坂本剛二に敗れたが、重複立候補していた比例東北ブロックで復活し、初当選。2005年の第44回衆議院議員総選挙では福島5区で自民党の吉野（コスタリカ方式により坂本、吉野が交互に小選挙区と比例代表を入れ替え）に敗れたが、比例復活により再選。2009年の第45回衆議院議員総選挙では福島5区で坂本を破り、初めて小選挙区で当選した。
2010年9月、菅直人第1次改造内閣で財務大臣政務官に任命され、菅直人第2次改造内閣でも留任。
2011年6月27日、東日本大震災復興対策本部福島現地対策本部長に就任。同年8月26日、菅直人首相が民主党代表辞任を正式に表明。菅の辞任に伴う代表選挙（8月29日投開票）では、野田佳彦に投票した。同年9月、野田内閣で財務大臣政務官に再任され、野田第1次改造内閣まで務めた。
2012年2月10日、復興庁の設置に伴い初代復興大臣政務官（福島復興局及び茨城事務所担当）に任命された（財務大臣政務官も兼務）。野田第2次改造内閣では復興副大臣及び内閣府副大臣に任命された。
同年12月の第46回衆議院議員総選挙では、福島5区で自民党元職の坂本に敗れたが、重複立候補していた比例東北ブロックで復活し、4選。
2014年の第47回衆議院議員総選挙で、福島5区で自民党前職の吉野に敗れ、今度は比例復活もできずに落選。次期衆院選に立候補せず政界から引退する意向を示した。
2017年7月21日、郡和子の仙台市長選挙立候補に伴う退職（自動失職）により、次点だった吉田の繰り上げ当選が決定。25日当選証書が付与された。
同年9月、表明していた政界引退を撤回し、次期衆院選の福島5区に希望の党公認で立候補する意向を示した。投開票の結果、落選。落選後の11月11日に国政から身を引く意向を示した。
2019年5月21日発令の春の叙勲で、旭日重光章を受章。2020年、立憲民主党福島県連顧問に就任。

## 政策・主張
- 日本国憲法の改正に賛成[12]。
- 集団的自衛権の行使を禁じた内閣法制局の憲法解釈の見直しに賛成しており[12]、前原誠司が主宰する防衛研究会に参加した[13]。
- 日本の核武装について「将来にわたって検討すべきでない」としている[12]。
- 原子力規制委員会の新基準を満たした原子力発電所の再稼働に賛成[12]。
- 女性宮家の創設に賛成[12]。
- 日本の環太平洋パートナーシップ協定（TPP）参加に賛成[12]。
- 永住外国人への地方選挙権付与に慎重な姿勢を示しており[14]、民主党内の外国人参政権に反対もしくは慎重な議員で構成される永住外国人の地方参政権を慎重に考える勉強会に参加していた。
- 日本軍が慰安婦を強制連行したとする主張に反対している[15]。
- 選択的夫婦別姓制度導入について、「どちらとも言えない」としている[16]。

## 所属団体・議員連盟
- 慰安婦問題と南京事件の真実を検証する会
- 永住外国人の地方参政権を慎重に考える勉強会